# Chiusa di San Michele
Chiusa di San Michele (arpità Kiusa, piemontès Ciusa San Michel) és un municipi italià, situat a la ciutat metropolitana de Torí, a la regió del Piemont. L'any 2007 tenia 1.602 habitants. Està situat a la Vall de Susa, una de les Valls arpitanes del Piemont. Limita amb els municipis de Caprie, Coazze, Condove, Sant'Ambrogio di Torino, Vaie i Valgioie.

## Administració
| Període | Identitat         | Partit        |
| ------- | ----------------- | ------------- |
| 2004-   | Domenico Usseglio | Llista cívica |